# Kornél Ábrányi

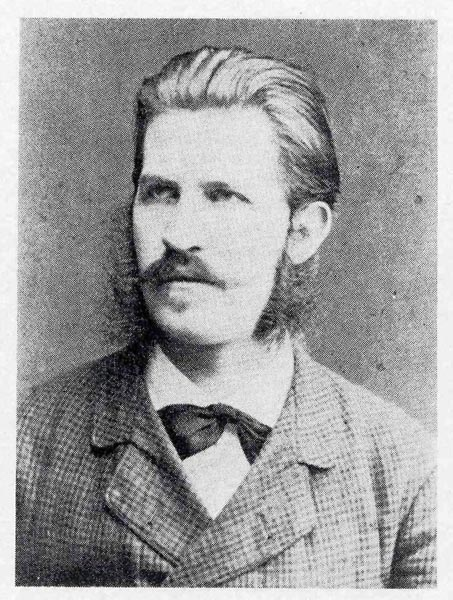
Kornél Ábrányi

Kornél Ábrányi, ungarisch Ábrányi Kornél [ˈˈaːbraːɲi ˈkorneːl] (* 15. Oktober 1822 in Szentgyörgyábrány; † 20. Dezember 1903 in Budapest), war ein ungarischer Pianist (Schüler von Franz Liszt bzw. Liszt Ferencz), Schriftsteller, Publizist, Musiktheoretiker und Komponist und gilt als einer der bedeutenden ungarischen Musiker.

## Leben
Ábrányi wurde in der Gemeinde Szentgyörgyábrány im Kleingebiet Hajdúhadház, im heutigen Komitat Szabolcs, als Sohn des adeligen Grundbesitzers Alajos Ábrányi, geboren. Er entstammte der ungarischen Adelsfamilie Eördögh. Musik spielte in dieser Familie eine große Rolle und die Familie pflegte Kontakte unter anderen zu den ungarischen Komponisten János Lavotta und János Bihari. Diese prägten in den ersten Lebensjahren auch das musikalische Interesse des jungen Kornél. Seine ersten Klavierlehrer waren János Kirch (1810–1863) und Vilmos Dolegni.
1834 traf er bei seinem Musikstudium in Oradea (dt. Großwardein) auch auf Ferenc Erkel. Im Jahre 1841 veröffentlichte er seine erste Schallplatte und gab im folgenden Jahr sein Debüt als Pianist in Oradea.
Nachdem er ab 1843 auch im Ausland sein Studium fortsetzte, traf er in München Franz Liszt, welcher sich auf seiner Wanderung durch Europa befand. Aus dieser Begegnung entwickelte sich eine anhaltende Freundschaft der beiden ungarischen Komponisten. Nach Aufenthalten in Paris, wo er bei Frédéric Chopin lernte, London und Wien, kehrte er 1847 endgültig nach Ungarn zurück und war von 1848 bis 1849 Staatsbeamter, wobei er gleichzeitig als Freiwilliger am ungarischen Befreiungskrieg teilnahm. Danach lebte er in Budapest und gründete dort 1860 die erste ungarische musikalische Zeitschrift Zenészeti Lapok, deren Chefredakteur er bis 1876 blieb.
Ab 1875 war er am Aufbau der Budapester Musikakademie entscheidend beteiligt, welche von seinem Freund Ferencz Liszt gegründet wurde. Dort arbeitete er bis 1888 als Lehrer für Musik Komposition, Musiktheorie, Musikgeschichte und Ästhetik des Musikunterrichts. 1877 veröffentlichte er ein musikalisches Schul- und Lehrbuch über die Musik in Ungarn, welches als die größte literarische Publikation zu diesem Thema in dieser Zeit galt.
Am 28. Oktober 1876 präsentierte er im Budapester Nationaltheater der ungarischen Öffentlichkeit die von Georges Bizet komponierte und im Jahr zuvor in Paris uraufgeführte Oper Carmen.
Ab 1882 veröffentlichte er die Bulletin Zenészeti (dt. Musikdosen) und publizierte in dieser Werke von Frédéric Chopin, Franz Liszt, Richard Wagner, Hector Berlioz und anderen ungarischen Zeitgenossen.
Ábrányi schrieb vor allem Klavierstücke, Chorwerke und Lieder.

## Familie
In erster Ehe war er mit Josephine verheiratet. Aus dieser Ehe entstammen Emil (1851–1920), später Journalist, Theaterkritiker und Schriftsteller und Kornel Ábrányi (1849–1913), später Schriftsteller und Publizist. Emils Sohn war der Komponist Emil Ábrányi.
Seine zweite Frau Clementina Ábrányi (1858–1932) war eine Schriftstellerin und Journalistin. Diese Ehe blieb kinderlos.

## Werke (Auswahl)

### Werke mit Opuszahl
- Grande fantaisie et brillante avec variations sur un theme originale pour le piano forte [Große Fantasie und Brillante mit Variationen über ein Originalthema für Klavier]  op. 7, publiziert bei Walzel in Pest, seinem Sohn Kornel gewidmet. OCLC 909439631
- Meglátlak még valaha eredeti magyar andalgó [„Ich sehe dich wieder“], original ungarische Ballade für Klavier op. 17,  Wagner József, Pest OCLC 909438342
- Le zephir chassant aux papillons [Der Zephir jagt Schmetterlinge], pensée characteristique für Klavier op. 18, publiziert bei Rózsavölgyi in Pest OCLC 909438449
- L'ame qui pleure [Die Seele, die weint], pensée melancholique für Klavier op. 19 publiziert bei Rózsavölgyi in Pest OCLC 909438451
- Lengyel Hangok, [Polnische Klänge], drei Mazurken für Klavier op. 25,  L. Kugler, Pest OCLC 1331544881
- Chant  des Fleurs  (Ungarisch: Viråg dal) für Klavier op. 43,  Rózsavölgyi, Budapest OCLC 1331544987 Franz Liszt verwendet das Material dieses Klavierstück für sein Klavierwerk Virag dál „Chant des fleurs“, S383a.
- Deux nocturnes für Klavier op. 44 I Auprés de la chapelle [In der Nähe der Kapelle] II Nuit étoilée [Sternenklare Nacht], publiziert bei Kahnt in Leipzig OCLC 909804754
- Virág-regék [Blumenmärchen] für Klavier zu zwei Händen op. 96,  Bárd Ferencz és Testvére, Budapest OCLC 1331546121
- Magyar hallgató Palotás és figura, Fantaisie et danse hongroise für Klavier, op. 97,  F. Bárd & Bruder, Budapest OCLC 1331546399
- Milléniumi magyar szonáta [Ungarische Milleniumssonate] für Klavier op. 103, Bárd Ferencz és Testvére, Budapest OCLC 1332786667
- A mit a várromok regélnek  [Was die Schlossruinen erzählen] für Klavier op. 105, Bárd Ferencz és Testvére, Budapest OCLC 1332786927
- Pusztai csendélet [Stillleben auf der Puszta] für Klavier op. 108, Bárd Ferencz és Testvére, Budapest OCLC 1332788121

### Werke ohne Opuszahl
- 1ső magyar ábránd népdalok felett zongorára szerzé Ábrányi Kornél  [Erster ungarischer Traum über Volkslieder für Klavier komponiert von Kornél Ábrányi], Táborszky és Parsch, Budapest, 1877 OCLC 1002892656
- 2ik magyar ábránd legkedveltebb népdalok felett zongorára szerzé Ábrányi Kornél [Zweiter ungarischer Traum über die beliebtesten Volkslieder von Kornél Ábrányi für Klavier komponiert], Táborszky és Parsch, Budapest, um 1880 OCLC 1002912871
- 25  Eredeti Magyar Dal  [Original ungarische Lieder, für Singstimme und Klavier], Bárd Ferencz és Testvére, Budapest OCLC 1331106364
- 4-ik magyar ábránd legkedveltebb dalok felett zongorára  [4. Ungarischer Traum über die beliebtesten Lieder für Klavier],  Táborszky és Parsch, Budapest OCLC 909804760
- 5  magyar népdal, énekhangra zongora-kiséret és átirattal [ 5 Ungarische Volkslieder mit Klavierbegleitung und Transkription für Gesang], Táborszky és Parsch, Budapest, um 1874 OCLC 497026274 I Csak titokban! [Nur heimlich!] II Jaj be szen̄yes!  [Ach, du bist schmutzig!] III Be szomorú ezaz élet  [Dieses Leben ist traurig] IV Be sok falut, be sok várost bejártam ...! [ Ich habe viele Dörfer, viele Städte besucht...!] V Erdö, erdö sürü erdö ...!  [Wald, Wald dichter Wald]
- 5 Magyar Nepdal [Fünf ungarische Volkslieder] für Singstimme und Klavier, Nádor, Budapest OCLC 1331107365
- Blaháné kedvelt dalai 24 valogatott magyar népdal  [Frau Blahas Lieblingslieder, 24 ausgewählte ungarische Volkslieder] für Singstimme und Klavier, Táborszky és Parsch, Budapest, 1874. Es sind Lieder, die von Lujza Blaha auch unter ihrem Künstlernamen Lujza Kölesi in Volksstücken im Nationaltheater und in Konzerten häufig gesungen wurden. Abrányi sorgte für eine Klavierbegleitung und die Transkription der Singstimme. OCLC 1063178953
- Csárdás-Album für Klavier bearbeitet,  Nádor Kálman, Budapest OCLC 1036427920
- Csárdások (Elegans). (Csardas noble) für Klavier, Táborszky és Parsch, Budapest, 1879 OCLC 843189640 I Szálldogal a fecske ... II Arra kérem a kapitány Uramat. III Gyöngyvirag a bokor alján ...IV Harmat van a falevelen.  Franz Liszt verwendet Themen aus den Csardas noble in seiner Ungarischen Rhapsodie Nr. 19.
- Legújabb Budapesti dalok és népdalok, melyek a Népszínházban a legkedveltebb népszínművekben énekeltenek  [ Die neuesten Budapester Lieder und Volkslieder, die in den beliebtesten Volksstücken des Volkstheaters gesungen werden],  Táborszky Nándor, Budapest OCLC 749250211
- Kėt nepdal [Zwei Volkslieder] I Repülj fecském ablakára [Flieg zum Fenster meine Schwalbe] II  Ezt a kerek pusztát járom en,  Rózsavölgyi és Társa  (Luiza Kölesi) singt am häufigsten in Volksstücken im Nationaltheater und in Konzerten. K. Abrányi sorgte für eine Klavierbegleitung und Transkription für Gesang, Pest, 1860 OCLC 1030309544 (Digitalisat bei Google Books)
- Milleniumi Csárdás Album für Klavier, Nádor, Budapest OCLC 1331107529
- Öt Jellemrajz [Fünf Charakterstücke] für Klavier OCLC 1331107433
- Tamàssy József kedvelt dalai [Josef Tamàssy's Lieblingslieder]  16 beliebte ungarische Volkslieder, Klavierbegleitung für Gesang und Transkription von K Abrányi,  Táborszky Nándor, Budapest, 1885  OCLC 1064303711
- Hat eredeti Magyar Zenekép  [Sechs original ungarische Bilder] OCLC 500719741

### Lehr- und Unterrichtswerke
- A magyar dal es zene sajátságai  [Merkmale ungarischer Lieder und Musik],  Egyetemi Ny., Budapest, 1877 OCLC 914748908
- A Magyar zene a 19-ik században [Ungarische Musik im 19. Jahrhundert], Rózsavölgyi és Társa, 1900 OCLC 42856623
- A magyar zene sajátságai [Merkmale der ungarischen Musik], Rózsavölgyi, Budapest, 1893 OCLC 914748219
- Elméleti s gyakorlati összghangzattan [Theoretische und praktische Harmonie-Lehre], Franklin-Társulat, Budapest, 1881 OCLC 1014704171